# 劍尖槍魷
劍尖槍魷（学名：Uroteuthis (Photololigo），又名真鎖管、劍尖槍烏賊、剑端锁管、透抽，为槍魷科尾槍魷屬(發光槍魷亞屬)下的一个种分布于日本、菲律宾群岛海域，包括黄海、东海、南海等海域，生活环境为海水，多生活于浅海。该物种的模式产地在日本横滨。

## 扩展阅读
- 維基物種上的相關：劍尖槍魷

1. 1 2  中国科学院动物研究所. . 《中国动物物种编目数据库》. 中国科学院微生物研究所.   [2009-04-28]. （原始内容存档于2016-03-05）.